# Palazzo Pretorio (Pietrasanta)
Il Palazzo Pretorio è un antico edificio medievale del XIV secolo nella piazza del Duomo di Pietrasanta.
È conosciuto anche come Palazzo di Perrotto degli Streghi, dal nome del proprietario, cittadino lucchese, che lo cedette alla comunità. 

Da allora il Palazzo fu la sede del Capitano di Giustizia e accolse le carceri. Più tardi fu sede del Banco dei Vicari, e infine della Pretura.
Nel vestibolo e in facciata, come d’usanza, presenta numerosi stemmi marmorei delle famiglie che nel tempo ressero il governo di Pietrasanta. Il portale dell'accesso centrale è in marmo e risale al XVI secolo, con aggiunte settecentesche.
Il palazzo venne ristrutturato nel XV, XVIII e XIX secolo. Per qualche tempo accolse una sala teatrale e oggi ospita alcuni uffici comunali.